# シャブレ公共交通
シャブレ公共交通（シャブレこうきょうこうつう、フランス語: Transports Publics du Chablais、略称TPC）は、スイスのヴォー州とヴァレー州で狭軌の鉄道とバスを運営している会社である。シャブレ公共交通は1999年に、エーグル-レザン鉄道 (Chemin de fer Aigle-Leysin, AL)、エーグル-オロン-モンテイ-シャンペリ鉄道 (Chemin de fer Aigle-Ollon-Monthey-Champery, AOMC)、エーグル-セペー-ディアブルレ鉄道 (Chemin de fer Aigle-Sepey-Diablerets, ASD)、ベー-ヴィラー-ブルタユ鉄道 (Chemin de fer Bex-Villars-Bretaye, BVB) の4つの会社が合併して発足した会社である。これらの会社のうちAOMC以外の3社は1975年から共同で事業を行っており、AOMCも1977年に加わっていた。本社はヴォー州のエーグルに置かれている。

## 鉄道事業
- エーグル-レザン線 - 6.2 km、1,000 mm軌間、アプト式鉄道（一部）、直流電化 (1,500 V)
- エーグル-オロン-モンテイ-シャンペリ線 - 23 km、1,000 mm軌間、シュトループ式鉄道（一部）、直流電化 (850 V)
- エーグル-セペー-ディアブルレ線 - 22.4 km、1,000 mm軌間、粘着式鉄道、直流電化 (1,500 V)
- ベー-ヴィラー-ブルタユ線 - 17.1 km、1,000 mm軌間、アプト式鉄道（一部）、直流電化 (700 V)

## バス事業
シャブレ公共交通は、4つの鉄道路線以外にも、合併前にはベー-ヴィラー-ブルタユ鉄道とエーグル-オロン-モンテイ-シャンペリ鉄道が運行していたバス路線を運営している。路線網の中心はヴィラール＝シュル＝オロン (Villars-sur-Ollon)（ディアブルレ、エーグル、ソラレー (Solalex) への路線が出ている）とモンテイ（Chenarlier、Cerniers、トロイストルレンツ (Troistorrents) - モルジャン (Morgins)などへの路線が出ている）である。ヴァル＝ディリエ (Val-d'Illiez) からクロゼ (Crosets) やシャンポッシン (Champoussin) への路線は、シャブレ公共交通が免許を有しているが、実際の運行は他の事業者に委託されている。またスイス連邦鉄道（スイス国鉄）からの受託でエーグルとヴィルヌーブの間のバス路線を運行しており、エーグルの市内ではCNGバスも運行している。
自身の路線網に加えて、エーグル、オロン、セペー、サン・モーリス、ベーからのバスを運行しており、またモントルー・オーベルラン・ベルノワ鉄道と共同で鉄道代行としてモンテイ-Bourveret-サン・ジャンゴルフ間の運行をしている。
かつてのベー-ヴィラー-ブルタユ鉄道が運営していたバス路線では、ほとんどのバスはルノーとイリスバス製であり、一方エーグル-オロン-モンテイ-シャンペリ鉄道の運営していたバス路線ではほとんどのバスはゼトラ製である。それ以外の路線では、ルノー、ボルボ、MAN、ゼトラ、ネオプランなど多様な車種が走っている。